# Championnat de Mongolie de football 2014
Navigation
Saison précédente Saison suivante
La saison 2014 du Championnat de Mongolie de football est la dix-neuvième édition de la MFF League, le championnat de première division en Mongolie. Les sept équipes sont regroupées au sein d'une poule unique où elles s'affrontent deux fois, à domicile et à l'extérieur. Les quatre premiers disputent ensuite la phase finale, jouée sous forme de rencontres à élimination directe.
C'est le club de Khoromkhon qui remporte la compétition cette saison après avoir battu le double tenant du titre, Erchim en finale. Il s'agit du second titre de champion de Mongolie de l'histoire du club après celui remporté en 2005.
Khasiin Khulguud quitte le championnat avant le début de la saison. Il est remplacé par Ulaanbaatar Mazaalai, qui revient à la compétition après avoir abandonné l'édition 2012. Ce retour est un échec cuisant puisque le club perd tous ses matchs de championnat.

## Les clubs participants
- Erchim
- Khangarid
- Ulaanbaatar Mazaalai
- Ulaanbaatar IS
- Khoromkhon
- Selenge Press
- FC Ulaanbaatar

## Compétition
Le barème de points servant à établir le classement se décompose ainsi :
- Victoire : 3 points
- Match nul : 1 point
- Défaite : 0 point

### Classement
| Rang | Équipe               | Pts | J  | G | N | P  | Bp | Bc | Diff |
| ---- | -------------------- | --- | -- | - | - | -- | -- | -- | ---- |
| 1    | ErchimT              | 28  | 12 | 8 | 4 | 0  | 34 | 10 | +24  |
| 2    | Khoromkhon           | 28  | 12 | 8 | 4 | 0  | 27 | 11 | +16  |
| 3    | Ulaanbaatar IS       | 23  | 12 | 7 | 2 | 3  | 25 | 12 | +13  |
| 4    | Khangarid            | 16  | 12 | 5 | 1 | 6  | 18 | 27 | -9   |
| 5    | FC Ulaanbaatar       | 13  | 12 | 4 | 1 | 7  | 25 | 22 | +3   |
| 6    | Selenge Press        | 12  | 12 | 4 | 0 | 8  | 22 | 24 | -2   |
| 7    | Ulaanbaatar Mazaalai | 0   | 12 | 0 | 0 | 12 | 7  | 52 | -45  |

|  | Qualification pour la phase finale |
|  | T : Tenant du titre                |

### Matchs
| Résultats (▼dom., ►ext.) | Erc | Kho | Ula | Maz | Kha | FCU | Sel |
| Erchim                   |     | 1-1 | 2-1 | 2-0 | 7-1 | 1-1 | 3-0 |
| Khoromkhon               | 2-2 |     | 1-1 | 3-0 | 3-0 | 3-1 | 3-2 |
| Ulaanbaatar IS           | 1-3 | 1-1 |     | 7-0 | 3-0 | 2-1 | 1-0 |
| Ulaanbaatar Mazaalai     | 0-7 | 0-3 | 0-2 |     | 1-4 | 1-6 | 2-3 |
| Khangarid                | 1-1 | 1-2 | 2-1 | 2-1 |     | 0-4 | 3-2 |
| FC Ulaanbaatar           | 1-3 | 1-2 | 1-2 | 7-1 | 0-3 |     | 0-4 |
| Selenge Press            | 1-2 | 1-3 | 1-3 | 6-1 | 2-1 | 0-2 |     |

### Phase finale

#### Demi-finales
| Équipe 1   | Résultat | Équipe 2       |
| ---------- | -------- | -------------- |
| Erchim     | 3 - 1    | Khangarid      |
| Khoromkhon | 7 - 1    | Ulaanbaatar IS |

#### Match pour la troisième place
| Équipe 1  | Résultat      | Équipe 2       |
| --------- | ------------- | -------------- |
| Khangarid | 1 - 1 4-3 tab | Ulaanbaatar IS |

#### Finale
| 30 août 2014 | Khoromkhon | 1 - 0 | Erchim | MFF Complex, Oulan-Bator |
| 19:30        |            |       |        |                          |

## Bilan de la saison
| Championnat de Mongolie de football 2014 |                       |
| Champion                                 | Khoromkhon (2e titre) |
| Qualifications continentales             |                       |
| Coupe de l'AFC 2016                      | Erchim                |
| Promotions et relégations                |                       |
| Promus en MFF League                     | Aucun                 |
| Relégués en B Division League            | Aucun                 |